# 卡萨拉布德鲁克
卡萨拉布德鲁克（Kasara Budruk），是印度马哈拉施特拉邦Thane县的一个城镇。总人口15192（2001年）。

## 人口
该地2001年总人口15192人，其中男性7815人，女性7377人；0—6岁人口2250人，其中男1164人，女1086人；识字率62.71%，其中男性为73.01%，女性为51.80%。